# Игнатий (Расновский)
Архимандрит Игнатий (в миру Иван Леонтьевич Расновский; ум. 1746) — архимандрит Псково-Печерского Успенского монастыря Русской православной церкви.
Иван Расновский родился в Польше, в Ярославльском уезде, в шляхетской семье. После домашнего воспитания учился в латинских школах города Львова, откуда был взят в Почаевский монастырь.
Во время изгнания от униатов ему вместе с игуменом пришлось переселиться в Георгиевский монастырь в городе Козельске; через полтора года он переселился в Ильинский Троицкий монастырь под Черниговом и жил в нем около 20 лет, неся различные послушания.
В 1707 году постригся в монашество с именем Игнатий и рукоположен в иеродиакона, а через 10 лет — в иеромонаха.
В 1729 году Игнатий Расновский бежал от гнева архиерейского в Святогорский монастырь Псковской епархии; вскоре был посвящен в игумена Любятова Николаевского монастыря Псковской епархии.
20 мая 1732 года был произведен в архимандрита Псково-Печерского монастыря, где и скончался скоропостижно 23 марта 1746 года.
Оставшиеся после него средства употреблены на устройство псковских славяно-латинских школ.